# 佐藤嘉尚
佐藤 嘉尚（さとう よしなお、1943年11月8日 - 2011年11月19日）は、秋田県出身の作家、編集者。筆名に里井鵠治(サトイ コウジ)がある。

## 経歴
秋田県山本郡二ツ井町（現在の能代市二ツ井町）に生まれる（なお、日外アソシエーツ現代人物情報は「秋田県山本郡響村に出生」としている）。秋田県立秋田高等学校を経て、浪人時代に山下力と知り合う。
1966年に慶應義塾大学文学部国文科を中退して東京新宿の小出版社である大光社に入社。最初に企画した丸山明宏（後の美輪明宏）著『紫の履歴書』がベストセラーになったため、1969年、入社3年目で編集長に昇進。金子光晴の『人非人伝』、吉行淳之介『生と性』『なんのせいか』、大岡昇平の『戦争』、泉靖一や西江雅之などの共著『構造主義の世界』、大島渚の『青春』や、中原弓彦の『笑殺の美学』などを刊行。
1971年に同社から独立して株式会社面白半分を設立、同社社長に就任。同年12月より月刊雑誌『面白半分』を発行。吉行淳之介、野坂昭如、開高健、五木寛之、藤本義一、金子光晴、井上ひさし、遠藤周作、田辺聖子、筒井康隆、半村良、田村隆一らを同誌の歴代編集長に迎え、同誌を1970年代活字文化を代表する月刊雑誌に育てる。
1972年、永井荷風作と伝えられる好色小説「四畳半襖の下張」を同誌7月号に掲載したことにより、同年8月21日に野坂昭如とともに猥褻文書頒布罪で書類送検された後に起訴。1980年、最高裁判所で罰金15万円（野坂には罰金10万円）の有罪判決を受ける。同誌は1980年に終刊を迎えた。
1978年に肥満体の集団・大ピ連(大日本肥満者連盟)を組織し、会長は小林亜星だった。
翌1981年、房総半島南端の千葉県館山市に移住しペンションかくれんぼを経営。1988年、かくれんぼを含む7軒のペンションを統合し、ホテルオーパ・ヴィラージュ開設に関わる。日本ペンションフォーラム代表も務めた。1988年ペンションを閉じ、企画・編集会社アワ・プランニングを設立。
1991年の自民党総裁選挙においては宮澤喜一の広報を担当し、宮澤政権の誕生に貢献。
佐藤が提唱した「伊能ウォーク」（平成の伊能忠敬・ニッポンを歩こう）は、1999年から2001年までの2年間、朝日新聞創刊120周年記念事業として実施された。
株式会社フォーメンズ出版編集長。
2011年11月19日、肺がんのため千葉県市川市の病院で死去。68歳没。

## 著書
- 面白半分ないしょ話（大陸書房、1982年）
- ぼくのペンション繁昌記（集英社文庫、1984年）
- 全国ペンション100選①②（佐藤嘉尚とペンション探険隊編新潮文庫、1986年）
- ペンション村ラプソディ（朝日新聞社、1986年）
- 風と歩く　小説・伊能忠敬と四人の妻たち（KSS出版、1999年）
- 伊能忠敬を歩いた（新潮文庫、2001年）
- 「面白半分」の作家たち　70年代元祖サブカル雑誌の日々（集英社新書、2003年）
- 歩々清風　金子智一伝　ウオーキングとユースホステルに生きた男（平凡社、2003年）
- 「面白半分」快人列伝（平凡社新書、2005年）
- 潜る人　ジャック・マイヨールと大崎映晋（文藝春秋、2006年）
- 新宿の1世紀アーカイブス 写真で甦る新宿100年の軌跡（編著、生活情報センター、2006年、LIC）
- 40年前の東京　昭和38年から昭和41年 春日昌昭のトウキョウ（生活情報センター、2006年、LIC）
- 孤高の国民作家　夏目漱石（生活情報センター、2006年、LIC）
- 「面白半分」ベスト随舌選（編・文藝春秋、2007年）
- 選挙バカ狂騒曲（ラプソディ）（フォーメンズ出版、2008年）
- 人を惚れさせる男　吉行淳之介伝（新潮社、2009年）